# Pseudohaje
Pseudohaje är ett släkte av ormar. Pseudohaje ingår i familjen giftsnokar.
Arterna är med en längd upp till 2,5 meter stora ormar. De förekommer i Afrika och klättrar ofta i träd. Födan utgörs av groddjur och troligen av små däggdjur. Honor lägger ägg. Dessa ormar är sällsynta. Bekräftade fall av människor som blev biten av släktets medlemmar finns inte. Giftet anses däremot som farligt för personer.
Arter enligt Catalogue of Life. Utbredning enligt IUCN:
- Pseudohaje goldii, centrala Afrika
- Pseudohaje nigra, västra Afrika